# Taumarunui
Taumarunui  est une petite localité du King Country dans la région de Manawatu-Wanganui dans le centre de l‘Île du Nord de la Nouvelle-Zélande.

## Situation
C’est une plaine alluviale s’étendant sur un terrain irrégulier dans la partie supérieure du fleuve Whanganui, située à 65 km vers le sud de la ville de Te Kuiti et 55 km à l’ouest de la ville de Turangi.
Elle est sur le trajet de la route State Highway 4/S H 4 (en) et de la ligne de chemin de fer de la ligne principale de l’île du nord (en).

## Gouvernance
Elle est sous la juridiction du district de Ruapehu dans la région de Manawatu-Wanganui.

## Population
Sa population est de 4 500 habitants selon le recensement néo-zélandais de 2013, en diminution de 14 % par rapport au recensement de la population en Nouvelle-Zélande de 2001.

## Toponymie
Le nom de Taumarunui est rapporté comme étant un mot du langage Māori pour le chef Pehi Turoa - taumaru signifiant « écran » et nui « grand », traduit littéralement comme « grand écran », un élément qui était construit pour l’abriter du soleil, ou plus communément connu pour signifier - The place of big shelter « l’emplacement du grand abri ». C'est aussi une référence à Taumarunui comme étant un lieu important parmi les emplacements protégés pour faire pousser les kumara.
Dans  une publication Roll Back the Years de 1980, il y a quelques détails sur la manière dont Taumarunui a acquis son nom.
« Selon Frank T Brown, qui écrivait dans le Taumarunui Press en 1926, le nom de Taumarunui est étroitement associé avec l’arrivée et la conquête de cette portion du King Country par le fleuve Whanganui durant le XVIIIe siècle… Le parti de la guerre, qui eut des succès en capturant le principal pa et en faisant prisonnier le chef du district, était dirigé par Ki Maru.
Ses Guerriers, pour montrer leurs appréciations de l’emplacement protégé et en l’honneur de la victoire, l’acclamèrent du titre de Tau-maru-nui, qui signifie « Maru the Great », ou « Maru le Conquérant », et ce nom, qui fut pris par le district et a donc été utilisé depuis ».

## Histoire et culture
Taumarunui était à l’origine un village maori, situé à la confluence de la rivière Ongarue avec le fleuve Whanganui, donc une voie importante pour les canoës reliant l’intérieur de l’île avec les villages de la partie inférieure du fleuve Whanganui.
Certains emplacements, notamment la vallée du cours d’eau, pour la taille et la qualité du totara Pungapunga Stream, qui joignent la partie supérieure du cours du fleuve Whanganui près de Manunui, furent célèbres pour la construction de grands canoës.
Le secteur est une zone bordure entre de nombreux iwi dont ceux des Whanganui (en), Ngāti Maniapoto et des Ngāti Tūwharetoa (en), qui vivaient ensemble dans une harmonie relative.
En décembre 1843, l'évêque Selwyn voyagea à partir du sud du district de Taupo vers un point sur le fleuve Whanganui situé à environ six miles en descendant le cours de la rivière à partir de la ville de Taumarunui et ensuite continua son voyage vers la côte en canoë.
Vers la fin de l'année 1869, le leader maori Te Kooti fut présent au niveau de la ville de Taumarunui avant de marcher à travers tout l’ouest de Taupo en direction de Tapapa.
Au début de l’année 1880, le premier arpentage du King Country commença et au début de l’année 1890, le gouvernement, au nom de la Couronne, commença à y acheter de grandes zones de terrains.
En 1874, Alexander Bell installa un poste de commerce et devint le premier colon européen. La ville eut alors une route appelée Bell Road.
Durant les guerres maories, William Moffatt fournit aux maoris un type grossier de poudre à canon. Il fut plus tard expulsé du district, mais malgré les avertissements, il y retourna en 1880, ostensiblement pour y rechercher de l’or et fut exécuté.
Le fleuve Whanganui continua d’être la route principale desservant la ville de Taumarunui.
Le trafic fut d’abord celui des canoës Maoris, mais à la fin des années 1880, des bateaux à vapeur assurèrent des communications régulières.
« Taumarunui Landing » fut le dernier arrêt sur le trajet du service des bateaux à vapeur de Alexander Hatrick (en), à partir de Wanganui.
Les bateaux de rivière maintinrent leurs services entre les villes de Wanganui et Taumarunui jusqu’à la fin des années 1920, quand les conditions de la rivière se détériorèrent.
Plus tard encore, la ville de  Taumarunui gagna en importance avec l'achèvement de la ligne principale du nord (en) en 1908-1909 (achèvement qui fut célébré dans une ballade de Peter Cape à propos de la salle de rafraîchissement de la gare de Taumarunui (en)).
La ligne au sud de Taumarunui rencontra des problèmes considérables du fait de la nature du terrain, ce qui nécessita la construction de plusieurs grands viaducs et le célèbre ouvrage Spirale de Raurimu (en). La ligne de Stratford à Okahukura (en) en direction de Stratford est reliée juste au nord de la ville de Taumarunui.
Dans un temps plus récent, l’économie de la ville a été basée sur l’exploitation de la forêt et sur l’agriculture.
Elle a gagné de l’importance comme centre de tourisme, spécialement comme point d’entrée des voyageurs pour descendre le fleuve Wanganui et comme lieu d’un parcours de golf de grande qualité.

### Chronologie

#### Années 1800
- 1862 : Passage de James Coutts Crawford (en) qui reçoit un certain nombre de vieilles chansons et  « divers récits sur les taniwha, dont l’une décrit le  pont renversé de la rivière Wangaehu[4].
- 1864 : les frontières du King Country sont dessinées et la colonisation européenne est interdite ;
- 1869 : présence de Te Kooti dans Taumarunui[5] ;
- 1871 : Thomas McDonnell (en), à la suite du rapport sur la présence d’or dans la zone, il prétend avoir trouvé du quartz aurifère dans la crique de Taurewa[6] ;
- 1874 : Alexander Bell installe un poste de commerce et devient ainsi le premier colon européen[7] ;
- 1880 : voyage de Moffatt et Henaro vers le village de Matahaura, où William Moffatt est ensuite exécuté à Matapuna[8].
- 1883 : l'équipe de John Rochford commence à étudier le tracé de la voie ferrée à travers le King Country[9] ;
- 1884 : levée de l'interdiction de la colonisation européenne. La prohibition de l’alcool est instaurée ;
- 1885 : Le photographe Alfred Burton (en), l’artiste Edward Payton (en)[10] et le géomètre John Rochford[11] visitent Te Rohe Pōtae (en) et passent du temps à Taumarunui[12].
- 1885 : le premier bureau de poste est ouvert à Taumarunui (sous le nom de Taumaranui) comme faisant partie du district postal de Hamilton, et fermé en 1887[13],[14].

#### 1900
.

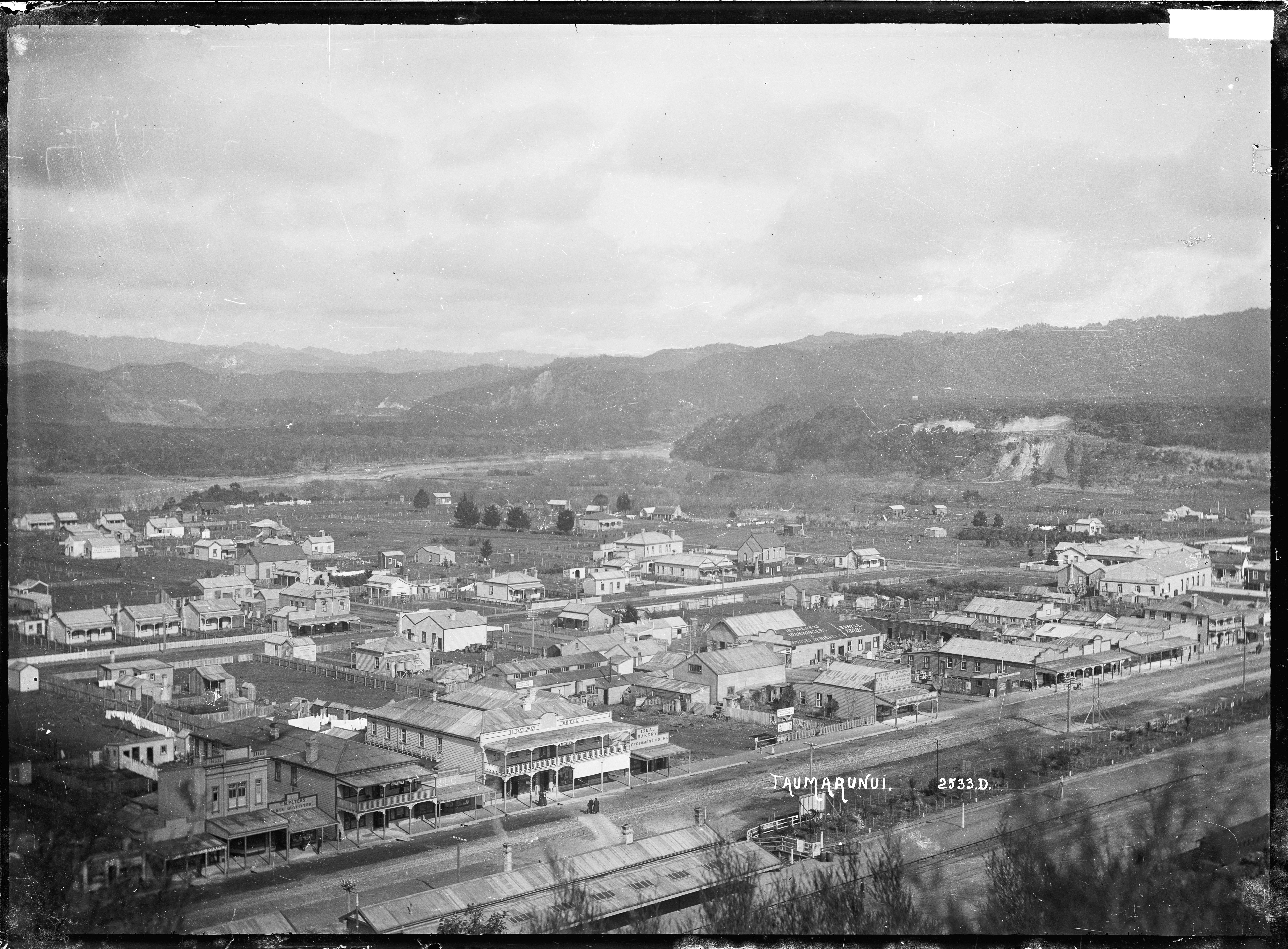
Une vue de la ville de Taumarunui, vers 1910

- 1900 : la future ville ne compterait que 13 hommes européens[15].
- 1901 : ouverture de la ligne ferroviaire reliant la gare de Te Kuiti (en) à Taumarunui
- 1903 : la ligne de chemin de fer passe par Taumarunui ; ouverture de la gare de Taumarunui (en) ainsi que celle de Matapuna ;
- 1904 : naissance du premier enfant européen dans le canton
- 1904 : Un bateau de 10 000 £ est construit puis mit à flot sur la rivière Ohura.

En 1927, celui-ci fut déplacé en aval au confluent de la rivière Retaruke, où un incendie le détruisit en 1933.
- 1906 : mise en place d'un conseil autochtone avec Hakiaha Tawhiao, J.E.Ward (interprète), J.Carrington, E.W.Simmons, A.J.Langmuir (président), J.E.Slattery ;
- 1906 : premier numéro du journal Taumarunui Press ;
- 1907 : construction du premier hôpital avec cinq lits ;
- 1908 : la ligne principale de l’île du Nord (en) est ouverte aux trains Auckland-Wellington le 9 novembre 1908, avec le premier train express du NIMT circulant dès le 14 février 1909 ;
- 1908 : élection de William Thomas Jennings (en) en tant que membre du Parlement de Nouvelle-Zélande pour le zone électorale de Taumarunui (en) ;
- 1910 : proclamation de la commune de Taumarunui  ;
- 1910 : création de la copérative Dairy Co de Kaitieke[16] ,[17] ;
- 1910 : George Henry Thompson bat le révérend John E. Ward (166 voix contre 143) pour devenir le premier maire du conseil municipal ;
- 1912 : Population de 641 hommes et de 487 femmes – À noter que le recensement de 1912 ne comptait pas les maoris ;
- 1912 : La ville commence à s'approvisionner en eau à partir de Waitea Creek, juste au sud de Piriaka. Le projet coûta 13 000 £, avec un pipeline de 8 miles de long ;
- 1913 : William Henry Wackrow est élu maire[18] ;
- 1913 (22 juillet 1913) : Premier cas rapporté de variole dans le district[19] ;
- 1911–1914 : Charles Wilson (en) est élu membre du Parlement.
- 1914 : début de la fourniture de gaz à Taumarunui .

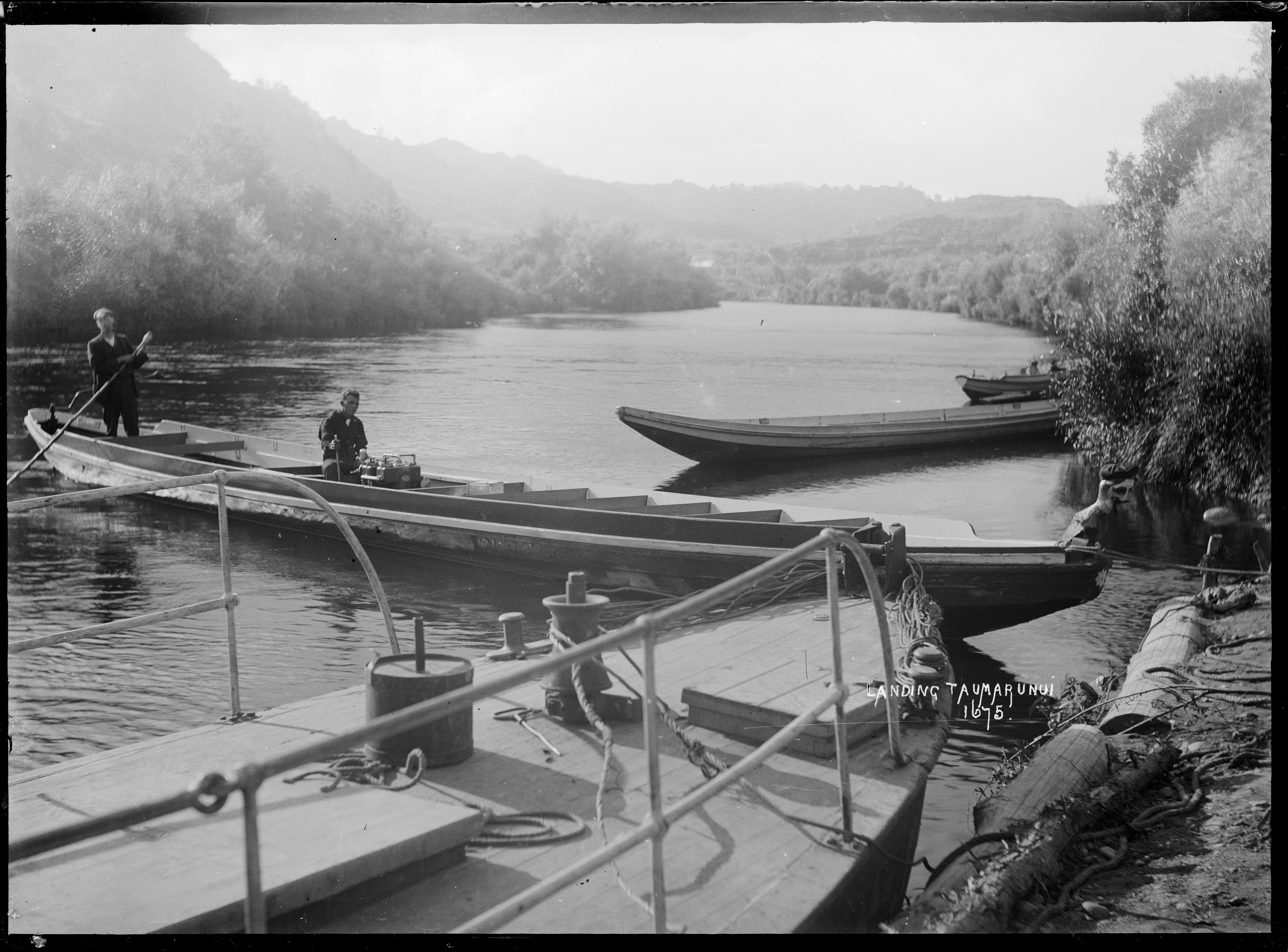
Un accostage sur la rivière Whanganui au niveau de la ville de Taumarunui avec un bateau motorisé

- 1914–1919 : William Thomas Jennings (en) est réélu membre du Parlement ;
- 1915 : création du conseil d'administration de l’hôpital de Taumarunui avec 30 lits ;
- 1915 : un seul véhicule dans la ville[20] ;
- 1915-1917 : Le maire est G.S. Steadman[21] ;
- 1916 : le recensement donne 3 021 habitants dans (Taumarunui et Manunui)[22].
- 1917 : Tuku Te Ihu Te Ngarupiki, chef des Rangatahi, meurt à Matapuna près de Taumarunui à l’âge de 97 ans ;
- 1917-1919 : le maire est A.S. Laird[23] ;
- 1919-1923 : le maire est G.S. Steadman[24] ;
- 1923-1925 : le maire est C.C. Marsack[25] ;
- 1924 : la centrale de Piriaka (en) est construite pour fournir de l’électricité à la ville de Taumarunui[26] ;
- 1925-1929 : le maire est G.E. Manson[27] ;
- 1928 : 4 000 balles de laine sont expédiées par voie fluviale ;
- 1929-1944 : le maire est Cecil Boles[28] ;
- 1932 : La ligne ligne Stratford–Okahukura (en) est achevée ;
- 1939 : Le bateau à vapeur de Hatricks cesse son service, la dernière partie du voyage était réalisée par un autocar depuis le débarcadaire de Kirikau depuis 1927 ;

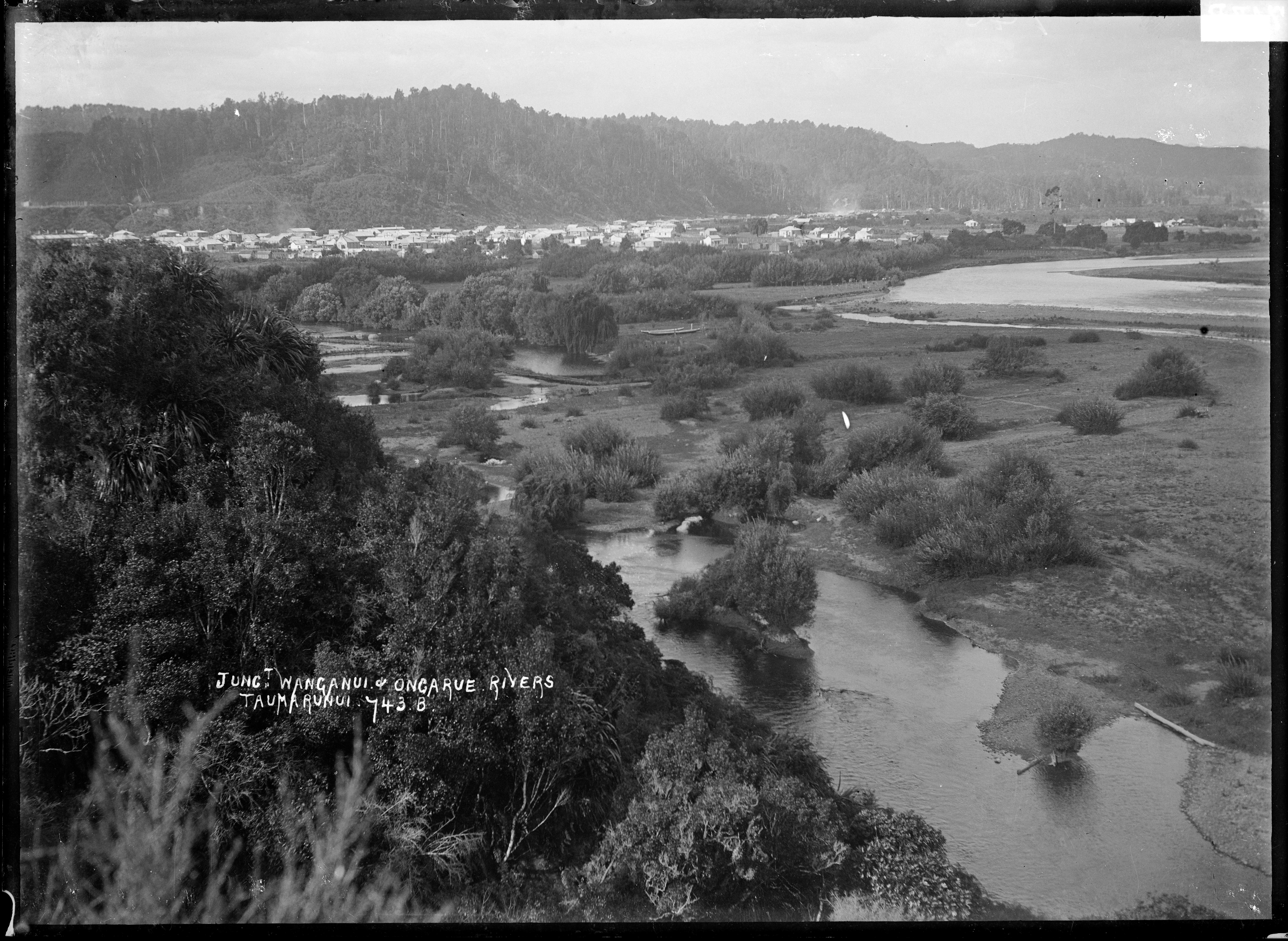
Confluent du fleuve Whanganui et de la rivière Ongarue

- 1941 : création du Cosmopolitan Club dont le premier président est le Père Conboy ;
- 1944-1947 : Le maire est W.S.N. Campbell[29] ;
- 1947-1953 : le maire est D.H. Hall[30] ;
- 1951 : le recensement dénombre 3 220 habitants ;
- 1952 : le comté de Kaitieke et le comté de Ohura sont fusionnés avec le comté de Taumarunui ;
- 1953-1956 : le maire est David C. Seath ; il sera plus tard membre du Parlement pour le King Country ;
- 1956 : le maire est Frank D. House ; il sera plus tard régisseur de la Taumarunui High School (en) ;
- 1956 : le recensement dénombre 3 341 habitants ;
- 1961 : le recensement dénombre 4 961 habitants ;
- 1962 : mise en service de la centrale de Kuratau (en)[31] ;
- 1966 : première émission de la King Country Radio (en) sur 1520AM avec l'indicatif 1ZU  à partir de Taumarunui ;
- 1968 : le carnaval de la Reine (en) rassemble Fred Allen, Peter Snell, Waka Nathan, Colin Meads, Bob Skelton (en), Taini Jamieson, Tilley Vercoe, Ivan Grattan, Bill Wordley, Don Croot, Trevor Ormsby, Hine Peni et Sonny Bolstad[32] ;
- 1971 : ajout d'un générateur supplémentaire pour le projet de la centrale électrique de Piriaka[33].
- 1976 : Daniel Houpapa est tué par la police (en) après qu’il a fait feu sur un officier[34] ;
- 1981 : Le recensement dénombre 6 540 habitants, avec 2 727 travailleurs à plein temps[35] ;
- 1986 : Le recensement dénombre 6 468 habitants dont la population active à plein temps s'élève à 2 514 ;
- 1988 : création du conseil du district de Taumarunui ; les maires de la ville avant 1988 étaient Charles Binzegger, Les Byars et Terry Podmore[36] ;
- 1989 : Le Conseil du district de Taumarunui fusionne avec le conseil du district de Ruapehu[37].
- 1991 : le recensement est de 6 141 habitants, les travailleurs à plein temps sont estimés à 1 935 ;
- 1996 : le recensement est de 5 835 habitants, les travailleurs à plein temps sont estimés à 1 438 ;
- 1997-1998 : fermeture de l’entreprise de congélation AFFCO Holdings (en).

#### 2000
- 2001 : le recensement dénombre 5 139 habitants ;
- 2005-2006 : fermeture de la Taumarunui Milk Co-op, 95 ans après l’ouverture de la société d'origine Kaitieke Co-op Dairy Co[38] ,[39] ,[40] ;
- 2006 : le recensement donne 5 052 habitants[41] ;
- 2009 : fermeture de la ligne Stratford–Okahukura (en)[42] ;
- 2010 : la King Country Radio (en) cesse ses émissions ;
- 2012 : l'arrêt des passagers à la Station de Taumarunui (en) est supprimée de l'horaire du Northern Explorer (en)[43] ;
- 2013 : le eecensement donne 4 500 habitants[44].

### Marae
Il existe un certain nombre de maraes dans la région de Taumaranui, qui sont rattachés aux iwis et hapūs locaux :
- le marae de Kimihia est associé avec les Ngāti Te Wera (en) ;
- Le marae Morero et Hauaroa furent liés avec les Ngāti Hekeawai et l’hapū des Ngāti Hauā (en), des Ngāti Hāuaroa (en) et des Ngāti Reremai (en) ;
- Le marae Ngāpuwaiwaha et Te Taurawhiri à Hinengākau sont affiliés avec le Ngāti Hauā des hapūs des Ngāti Hāua et des Ngāti Hāuaroa ;
- Le marae de Te Peka est affilié avec le hapu du Ngāti Hauā des Ngāti Hekeāwai ;
- Le marae de Petania et la maison de réunions de Hinemihi sont affiliés avec l’hapū des Ngāti Maniapoto de Hinemihi, Parewaeono et Rōrā, et de l’hapū des Ngāti Tūwharetoa (en) des Ngāti Hinemihi (en) ;
- Le marae de Tū Whenua et la maison de réunions de Tū Whenua sont affiliés avec le hapū des Ngāti Maniapoto des Mangu, Rewa et Tupu ;
- Le marae de Whānau et la maison de réunions des Whānau Maria, sont affiliés au hapū des Ngāti Hauā ;
- Le marae de Wharauroa et la maison de réunions de Hikurangi sont affiliés avec les Ngāti Maniapoto des Hinemihi, Pahere et Rangatahi, avec l’hapū des Ngāti Hauā des Ngāti Hinewai, Ngāti Hāua et Ngāti Wera/Tuwera, avec Ngāti Hinewai, et avec Ngāti Rangatahi[45],[46].

## Localités du voisinage

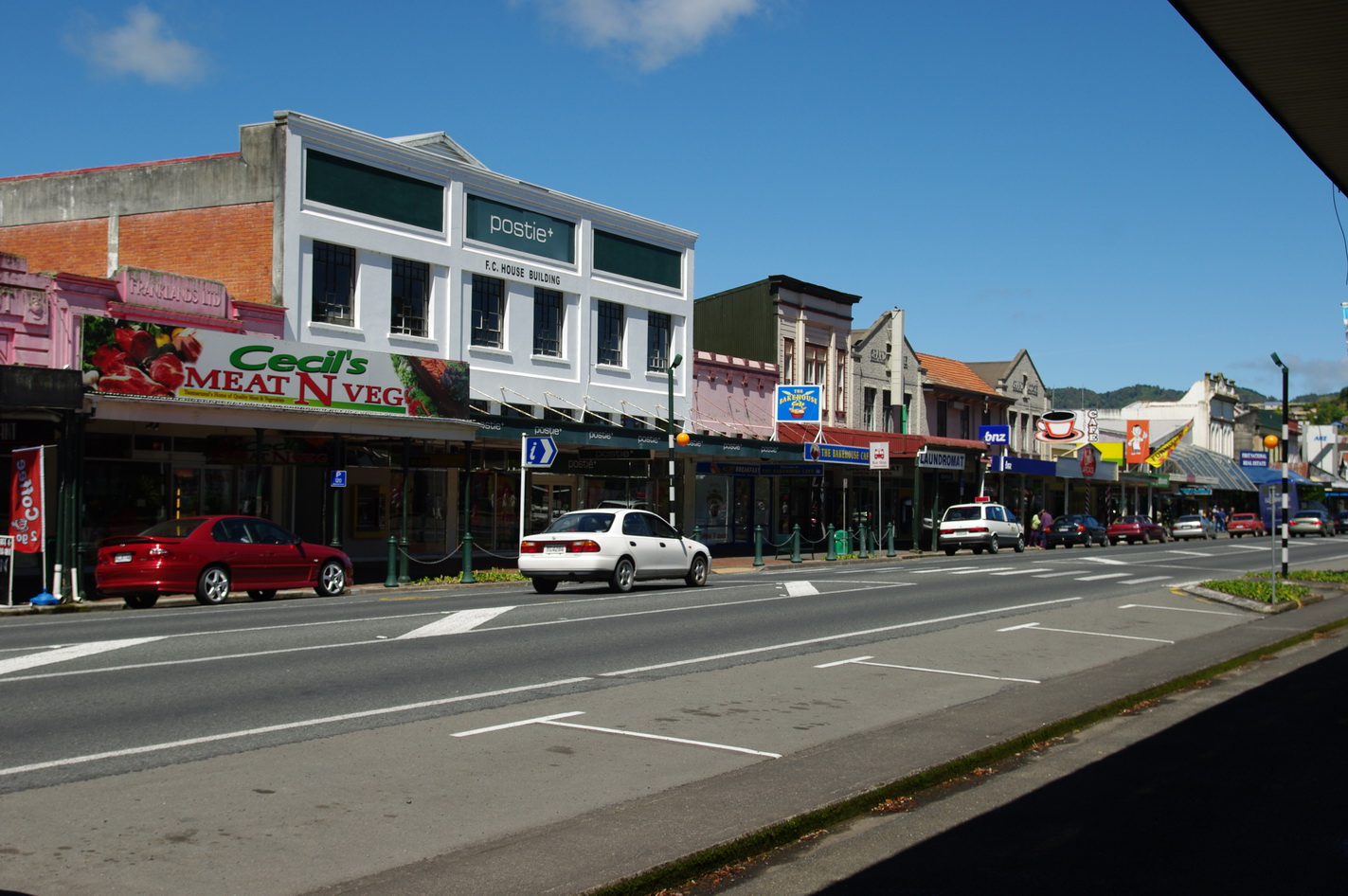
La rue d’Hakiaha Street en 2009

### Municipalité et borough
Sur le trajet de la State Highway 4 au sud de Taumarunui se trouvent les villages de Manunui, Piriaka, Kakahi, Owhango, Raurimu et la ville de National Park. Au nord, se trouvent l'école et la gare routière de Mapiu.

### Comté de Taumarunui
Le comté de Taumarunui fut défini par le State Highway 4 Waikato and King-country Counties Act de 1922, qui statue :
« toute cette zone de terre dans les districts fonciers d’Auckland et de Wellington, délimitée au nord par les comtés de Waitomo et Taupo (comme décrites respectivement dans le 3e et 9e paragraphe de cette loi) vers l’est, de façon générale avec le Lac Taupo et le comté de Taupo, vers le sud par le milieu du fleuve Wanganui, vers l’est par la rivière Ongarue en direction du comté de Waitomo ; lieu d'entrée en vigueur : à l'exclusiion du borough de Taumarunui ».
En conséquence en 1952, le comté de Kaitieke et le comté de Ohura furent absorbés par le nouveau comté de Taumarunui.
En 1988, le conseil du district de Taumarunui fut créé pour être remplacé en 1989 par le conseil du district de Ruapehu.

## Institutions de la communauté
Le marae de Ngāpuwaiwaha est sur Taumarunui Street ; son principal hapū est constitué des  Ngāti Hauā (en) et Ngāti Hauaroa (en) de l’ iwi Te Āti Haunui-a-Pāpārangi (en).
Taumarunui a de nombreuses sociétés et organisations au sein de la communauté.
Il a un Cosmopolitan Club (en) et un RSA (en) actifs, une loge de francs-maçons ainsi que la loge no 12 de Taumarunui de  Grand Conseil de l’ordre de Buffalo.
Cette loge maçonnique de Buffalo fut établie un peu avant le milieu des années 1920 et est alors antérieure à l’introduction de la puissante locomotive à vapeur de classe NZR KA (en) , qui devint la marque de la société des transports de la  ligne principale de l’île du nord ou NIMT (en) durant les années quarante, cinquante et soixante.

## Climat
Taumarunui a un climat océanique, classifié Cfb, selon la classification de Köppen. Du fait de sa localisation, d'une faible altitude et de son environnement géographique, Taumarunui est plus volontiers chaud lors des étés, donc plus chauds que les autres villes du centre de l'Île du Nord et les hivers à Taumarunui sont froids.
La pluviosité annuelle est de 1 449 mm.
L’ensoleillement annuel est de 1 822 heures.
En juin 2002, Taumarunui a enregistré seulement 27 heures de soleil, l'ensoleillement le plus bas de tout le pays, battant l’ancien record qui était détenu par Invercargill avec 35 heures au cours du mois de juin 1935.
La température la plus basse enregistrée à Taumarunui est de −6,8 °C  en juillet 2010.

## Personnalités notables
- T.J. Meredith, petit fils de Théodore de Neuhoff, rejoignit la Royal Navy à l’âge de 14 ans, servit sur le CSS Louisiana (en) en 1862 durant la Guerre de Sécession, puis sous les ordres du général Cameron lors des guerres maories, du Waikato Mounted Rifles (en) et de la Première Guerre mondiale, avant de devenir, avec sa femme Margaret Lovett, le propriétaire de la « maison Meredith » à Taumarunui[51].

### Anciens élèves de la Taumarunui High School
- Professeur James L. Beck[52] : professeur d’ingénierie et de sciences appliquées au California Institute of Technology ;
- Professeur John Butcher[53] : professeur Honoraire de Recherche, Département de mathématiques, Université d'Auckland ;
- Ben Fouhy[54], champion du monde de kayak ;
- Marc (en) et Todd Hunter (en) de l’orchestre Dragon (en) ;
- Ivan Mercep (en), récipiendaire 2008 de la médaille d’or du New Zealand Institute of Architects (en) ;
- Jenny Ludlam (en) : actrice.

### Personnalités nées dans la ville de Taumarunui

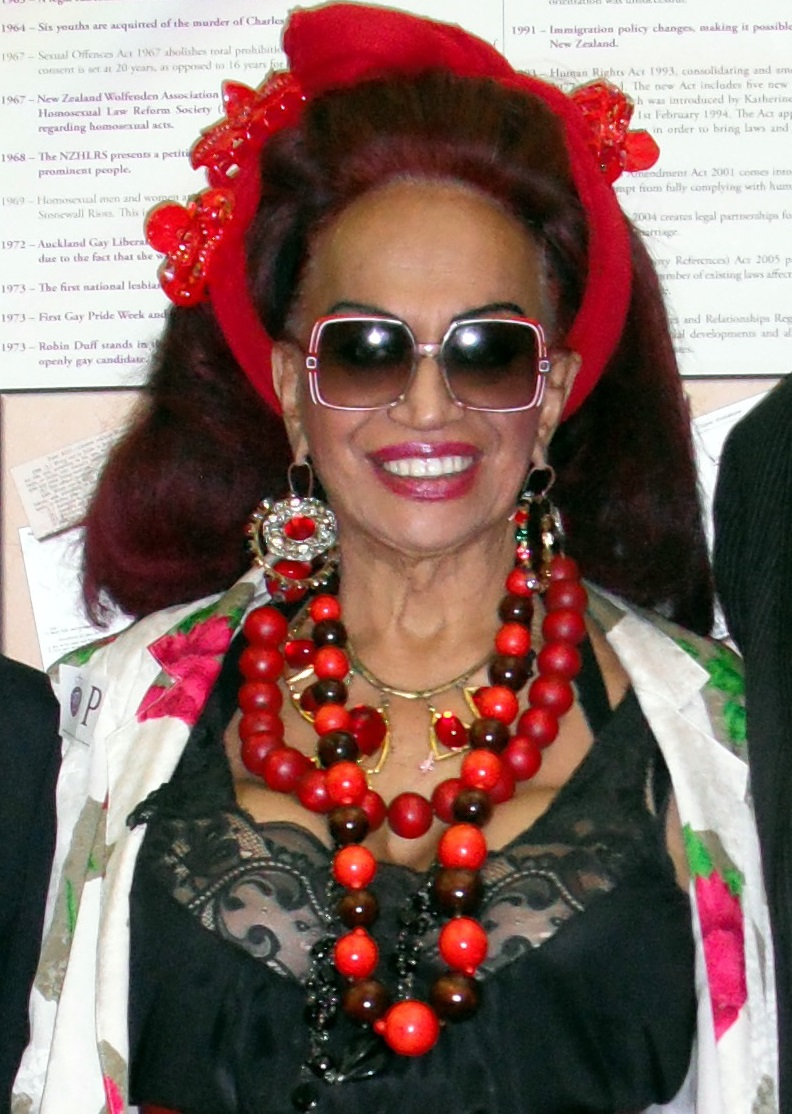
Carmen Rupe

- 1914 : Wiremu Te Āwhitu (en) (1914–1994), premier Māori à être ordonné prêtre ;
- 1935 : Don Selwyn (en), acteur et réalisateur, Ngāti Kuri (en) et Te Aupōuri (en) (1935-2007)[55] ;
- 1936 : Carmen Rupe (née Trevor Rupe), (1935–2011) à Wellington, personnalité candidate à la mairie (1977), drag queen, propriétaire d’un café et tenancière d’un lupanar[56],[57],[58] ;
- 1939 : David Penny (en), biologiste théoricien[59] ;
- 1945 : Carole Shepheard (en), artiste ;
- 1951 : Joe Karam, joueur de rugby à XV, chercheur et enquêteur pour l’équipe juridique de David Bain (en) ;
- 1952 : Ian Ferguson, quadruple champion olympique de canoë ;
- 1952 : Max Takuira Matthew Mariu SM (en) (1952–2005), archevêque auxiliaire catholique d’Hamilton (1988–2005), premier māori à être ordonné évêque catholique ;
- 1953 : Marc Hunter (en), chanteur solo de l’orchestre des Dragon (en) ;
- 1955 : Mahinārangi Tocker (en), chanteur ;
- 1956 : Len Brown (en), maire d’Auckland ;
- 1958 : Jillian Smith (en), joueuse de hockey sur gazon néo-zélandaise ;
- 1958 : Lindsay Crocker (en), joueur de cricket ;
- 1960 : Timothy J. Sinclair (en), homme scientifique et politique ;
- 1971 : Kyle Chapman (en), ancien leader du parti Front national néo-zélandais ;
- 1973 : Chris McCormack, triathlète champion du monde d'Ironman (2007, 2010).

### Résidents et récipiendaires des honneurs du Nouvel An

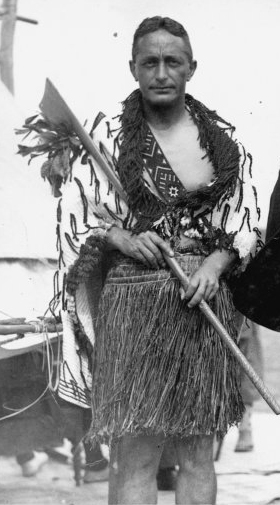
Pei Te Hurinui Jones

- 1956 (en) - OBE - Pateriki Joseph Hura – pour son action pour le peuple Māori et en particulier comme membre du Board des Affaires maories.
- 1957 (en) - MBE - Mrs Catherine Goodsir – Pour services rendus pour le bien-être social
- 1958 (en) - MBE - Mrs Rumatiki Wright (en) de Raetihi, pour services rendus auprès du peuple Māori, spécialement comme Senior Lady Māori Welfare Officer
- 1961 (en) - OBE - Pei Te Hurinui Jones – Pour services rendus auprès du peuple Māori.
- 1967 (en) - MBE - James Dempsey, Président du conseil du Comté (en) de Taumarunui.
- 1970 (en) - BEM - Eric Raymond Clark – pour services rendus à la communauté et son intérêt pour l’éducation du peuple Māori.
- 1974 (en) - BEM - Arthur Tukiri Anderson – pour services rendus dans le cadre de la Returned Services Association et pour la communauté.
- 1979 (en) - KBE - Hepi Te Heuheu Tūkino VII (en) - pour services rendus au peuple Māori et à la communauté.
- 1995 (en) - CBE - Alexander Phillips QSM – pour services rendus au peuple Māori.
- 1998 (en) - MNZM - John Stacey Black J.P. - pour services rendus à la communauté.
- 2000 (en) - QSM (en) - Jean Bassett – pour les services à la communauté
- 2001 (en) - QSM - Mrs Verna Lenice Warner J.P. - pour services rendus à la communauté.
- 2002 (en) - MNZM - Mrs Nansi Whetu Dewes - Pour services rendus au peuple Māori et à la communauté.
- 2002 (en) - QSM - Barry David Fisher, of Taumarunui. Chef des pompiers, Brigade des pompiers volontaires de Taumarunui, Service des incendies de Nouvelle-Zélande - pour les services rendus à la communauté.
- 2003 (en) - QSM - Leonard Patrick Harwood – pour ses actions dans le Service Public.
- 2007 (en)- QSM - Mr William Vernon McMinn – pour services rendus dans le domaine de la musique.
- 2009 (en) - MNZM - Ngarau Tarawa -  Pour son action pour les Māori et l’éducation de la  communauté.
- 2010 - QSM - Mrs Lorraine Ivy Edwards J.P. - pour services rendus à la communauté.
- 2012 (en) - MNZM - Ian Trevor Corney – pour services rendus dans le domaine de l’agriculture.
- 2013 (en) - ONZM} - Susan May Morris - pour services rendus pour le gouvernement local.

## Autres lectures
- (en) Dick Craig, The King Country, Waitomo, Waitomo News, 1990
- (en) Tracie O'Keefe et Katrina Fox, Trans People in Love, Routledge, 6 juin 2008 (ISBN 978-0-7890-3572-1), « Chapitre 24: Madam Carmen - Carmen Rupe »